# Astragalus ochotensis
Astragalus ochotensis är en ärtväxtart som beskrevs av Andrej Pavlovich Khokhrjakov. Astragalus ochotensis ingår i släktet vedlar, och familjen ärtväxter. Inga underarter finns listade i Catalogue of Life.